# المنارة (القفر)

تعديل مصدري - تعديل

المنارة محلة تابعة لقرية ظهرة الكوفي، التابعة لعزلة بني ساوي بمديرية القفر إحدى مديريات محافظة إب في الجمهورية اليمنية، بلغ تعداد سكانها 61 حسب تعداد اليمن لعام 2004.